# Федоров Андрій Віталійович
Андрій Віталійович Федоров (узб. Andrey Vitalyevich Fyodorov, рос. Андрей Витальевич Фёдоров, нар. 10 квітня 1971, Маргілан) — радянський та узбецький футболіст, пізніше прийняв також російське громадянство, що грав на позиції захисника і півзахисника. По завершенні ігрової кар'єри — футбольний тренер. Відомий насамперед виступами за футбольний клуб «Нефтчі» (Фергана), у складі якого став чотириразовим переможцем першості країни; «Рубін», у складі якого пройшов шлях від другого дивізіону до перемоги в першості країни; а також за виступами у національній збірній Узбекистану, у складі якої став переможцем Азійських ігор 1994 року.

## Клубна кар'єра
Андрій Федоров народився в місті Маргілан, та розпочав виступи на футбольних полях у 1989 році в клубі другої ліги СРСР «Автомобіліст» з Коканда. з 1992 року, після проголошення незалежності Узбекистану, Федоров став гравцем команди вищого дивізіону Узбекистану «Нефтчі» з Фергани. У складі команди за чотири роки виступів Андрій Федоров став чотириразовим чемпіоном країни, а в 1994 році разом з командою став володарем Кубку Узбекистану. У 1996 році футболіст підписав контракт із московським клубом ЦСКА, проте за короткий час футболіста дискваліфікувала Азійська конфедерація футболу за удар арбітра матчу під час гри Азійського Кубка чемпіонів проти клубу «Єлімай», тому в 1996 році Федоров узагалі не грав, а в 1997 році знову грав за «Нефтчі». У 1998 році Андрій Федоров перейшов до іншого російського клубу вищої ліги «Аланія» з Владикавказа, у якому грав до середини 1999 року, після чого став гравцем клубу російської першої ліги «Балтика». З початку 2000 року Федоров став гравцем клубу першої російської ліги «Рубін» з Казані. Разом із командою футболіст виграв російську першу лігу в 2002 році, грав у команді вже у вищій лізі аж до 2008 року. У цьому році «Рубін» уперше став чемпіоном Росії, проте Федоров зіграв у цьому сезоні лише 1 матч у чемпіонаті, після чого закінчив виступи на футбольних полях.

## Виступи за збірну
Андрій Федоров дебютував у національній збірній Узбекистану 11 квітня 1994 року в товариському матчі зі збірною Туркменістану. У цьому ж році Федорова включили до складу збірної для участі у Азійських іграх 1994 року в Японії. Хоча АФК цього року вирішила, що у складі збірних мають бути гравці лише віком до 23 років, проте практично всі команди приїхали на цей турнір у найсильніших складах. Андрій Федоров на турнірі був одним із основних захисників команди, яка стала переможцем турніру. Надалі Федоров грав у збірній до 2006 року, брав у її складі участь у Азійських іграх 1998 року, а також у Кубку Азії 1996, 2000 і 2004 років. У кінці 2006 року офіційно оголосив про завершення кар'єри в збірній. Усього в складі збірної зіграв у 64 матчах, у яких відзначився 6 забитими м'ячами.

## Тренерська кар'єра
Після невеликої перерви по закінченні кар'єри гравця Андрій Федоров розпочав тренерську кар'єру. З 2009 року він працював у селекційній службі «Рубіна», а в 2013—2014 роках був одним із тренерів його юнацької команди. У 2014 році Андрій Федоров увійшов до тренерського штабу іншої своєї колишньої команди «Нефтчі» (Фергана) У 2015 році колишній футболіст став головним тренером «Нефтчі», працював у команді до 2017 року. У 2018 році Андрій Федоров став головним тренером клубу «Локомотив» з Ташкента після відставки попереднього керманича Андрія Мікляєва. Під керівництвом Федорова ташкентська команда стала переможцем першості країни 2018 року, та володарем Суперкубку Узбекистану в 2019 році. З 22 червня 2019 року Андрій Федоров покинув пост головного тренера «Локомотива», і на цю посаду призначений Самвел Бабаян. У 2020 році Федоров перейшов на роботу до московського «Локомотива», спочатку працював скаутом, а в 2021 році був призначений головним тренером фарм-клубу «Локомотив-Казанка». У 2022 році Андрій Федоров кілька місяців був виконуючим обов'язки головного тренера першої команди «Локомотива».

## Нагороди
У 1994 році після перемоги у складі команди на Азійських іграх Андрій Федоров разом із іншими переможцями ігор та їх тренерами був нагороджений державною нагородою Республіки Узбекистан — медаллю «Шухрат».

## Титули і досягнення

### Командні
«Нефтчі» (Фергана)
- Чемпіон Узбекистану: 1992, 1993, 1994, 1995
- Володар Кубку Узбекистану: 1994

«Рубін»
- переможець першої ліги: 2002
- Чемпіон Росії: 2008

Збірна Узбекистану
- Азійські ігри:

- : 1994

### Як тренер
«Локомотив» (Ташкент)
- Чемпіон Узбекистану (1): 2018
- Володар Суперкубку Узбекистану (1): 2019